# Вереснева змова
Вересневою змовою була спроба вбивства Симона Болівара, коли він був президентом Великої Колумбії, яка сталася в Боготі 25 вересня 1828 року. Три десятки нападників увірвалися опівночі до Президентського палацу під командуванням командира Педро Карухо . Убивши охоронців, вони пішли в кімнату Болівара, якому вдалося втекти через вікно за допомогою своєї напарниці Мануели Саенс . На судах, що відбулися після нападу, його головний опонент генерал Франсіско де Паула Сантандер, був засуджений до смертної кари, але Болівар зберіг йому життя і замість цього вислав. Події вплинули на розпад Великої Колумбії, яка зникне через три роки.

## Передумови
Уряд Великої Колумбії був дуже централізованим, з військовими правителями, які часто нехтували законами конституції 1821 року. Багато регіонів Великої Колумбії раніше мали федералістичну систему правління, і їм була обіцяна автономія, але вони не відчували, що це поважається центральним урядом. У результаті відбулися численні повстання та повстання у відповідь на зловживання військовими владою та використання страху для контролю над населенням. Ці повстання підживлювалися вимогами місцевих лідерів і населення в цілому щодо більшої автономії та поваги до їхніх прав.
Болівар погодився бути правителем Перу, але до 1826 року йому довелося залишити державну раду, що керує Лімою, і терміново відправитися для переговорів з лідерами повстання Ла Козіата . Болівар залишив інструкції щодо завершення процесу нав'язування нової, довічної конституції в Перу та Болівії, що зрештою було виконано. Однак у січні 1827 року перуанці збунтувалися і заявили, що нова конституція була нав'язана їм через другий, нерегулярний процес, який порушував їхні закони. Перуанці скасували цю конституцію та усунули Болівара як потенційного правителя Перу.
Пропозицію щодо довічної конституції також було представлено Конвенту Оканья, але його відхилили, і до 10 червня 1828 року на цьому Конвенті не було досягнуто згоди. 27 серпня 1828 року Симон Болівар підписав указ про розпуск Конгресу, запровадження військового режиму та проголошення себе диктатором, що ще більше підігріло соціальне невдоволення щодо тогочасного уряду.

## Події
Опозиція до Болівара зросла серед неогранадинських лібералів, особливо після того, як він проголосив себе диктатором 27 серпня 1828 року. Ці ліберали сформували таємні товариства під назвою «ПСТ» (Парламентське сократівське товариство, іспанською: Sociedad Socrata Parlamental). Ці товариства, які складалися переважно зі студентів та інтелектуалів, збиралися для обговорення політичних питань. На одній із таких зустрічей Луїс Варгас Техада виголосив свою знамениту промову:
На одній із зустрічей на початку вересня того ж року виникла ідея вбити Болівара. Для цього вони намагалися отримати прихильників у Збройних силах, вербуючи ветеранів, резервістів і сержантів, але також виключених або збираються бути виключеними за неналежну поведінку.

### Замах на Болівара
У ніч на 25 вересня близько дванадцяти цивільних осіб і двадцяти п'яти солдатів на чолі з Педро Карухо увірвалися в президентський палац (Palacio de San Carlos) і вбили охоронців. Потім вони шукали кімнату Болівара. Мануела Саенс, яка була з Боліваром тієї ночі, розбудила його. Дізнавшись про напад, Болівар схопив свій пістолет і меч і спробував відкрити двері, але Мануела переконала його втекти через вікно.
Болівар відправив з'ясувати ситуацію в казармі, поки він цілу ніч був під мостом. Болівар зумів вистрибнути з вікна, поки Мануела розважала та вступала в бій зі змовниками. Результатом цієї змови стала смерть полковника Вільяма Фергюсона, англійського ад'ютанта, поранення молодого Андреса Ібарри та струс мозку від удару в лоб, який отримав рятівник славетного уродженця Каракасу. Звільнений раб Хосе Паласіос переніс щойно врятованого від смерті в безпечне місце. Батальйон Варгаса на чолі з полковником Віттлом сприяв провалу змови. Нарешті, це вирішували генерали Рафаель Урданета та Хосе Марія Кордовапокласти край цій змові, контролювати ситуацію в столиці та ув'язнити причетних до цього зловісного нападу.

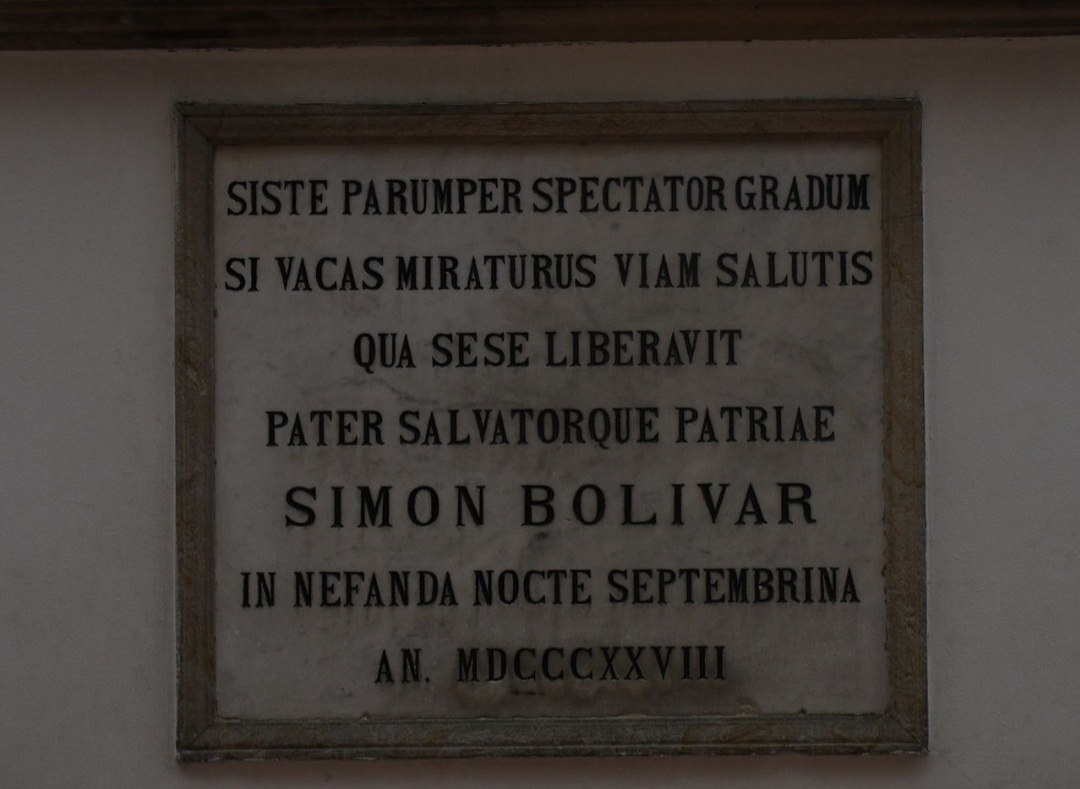
Фото меморіальної дошки в палаці Сан-Карлос.

Протягом наступних днів передбачуваних винуватців було заарештовано, і відбувся «суд» над багатьма з них, а також високопоставлених військових, яких підозрювали в участі в нападі, чи планували, чи співпрацювали з його виконавцями, чи просто мовчали. Сантандер був звинувачений без жодних доказів і адмірал Паділья, якого дванадцять артилеристів і один офіцер намагалися звільнити з в'язниці в казармах кавалерійської міліції, щоб він став на бік, Паділья відмовився, сказавши, що він полонений і не повинен вплутуватися в таку ситуацію. Їм вдалося змусити його спуститися до дверей казарми, звідки на користь військової метушні, і він повернувся до свого житла, де знайшов сержанта і солдата з варти, які його охороняли і взяли притулок у цій кімнаті разом зі своїм присутнім; що після того, як війська, які увійшли в казарму, відійшли, він зібрав зброю охоронця і змусив свого помічника закрити двері казарми на ключ, підозрюючи, що вони намагаються повернутися, щоб змусити його взяти зброю, оскільки вони намагалися виконати принципи або вбити його, якщо він не погоджувався;Урданета чи інший вождь.

### Наслідки
Вісенте Азуеро та інші противники не брали участі, але були безпосередні учасники змови, такі як Луїс Варгас Техада, Флорентіно Гонсалес, капітан Емігдіо Брісеньо Гусман (1800, Караче, Трухільйо, Венесуела; 6 січня 1874, Санта-Фе-де-Богота), якого у Венесуелі називають «El septembrista» і навіть Педро Карухо, затятий ворог Болівара, яких судила Рада міністрів і визнала винними. Їхній вирок було замінено на вигнання, але хоча деяких було помилувано, як Карухо, була започаткована нова ера терору. Після сумнівного судового процесу Сантандер був визнаний винним і понижений у посаді, безчесно виключений і засуджений до пострілу в спину, але його вирок було замінено на вигнання рішенням Болівара. Подібним чином покарання Азуеро та Гонсалеса було замінено на вигнання. Варгас Техада потонув у річці під час втечі на Східних рівнинах.
Події Вересневої змови та подальші судові процеси, які проводилися ненормально за допомогою новоствореного суду постфактум, коли з'явився суд змовників, Крім того, Болівар, переглядаючи вироки, винесені судом восьми люди розлютилися, заявивши, що «він не погоджувався з виправдувальними вироками», до 29 вересня Болівар вирішив розпустити суд і наказати Рафаелю Урданеті як одноосібного судді за підтримки Томаса Барріги щодо зниклих справ і перегляду виправданих. або переконання, які не залишили його задоволеним, Урданета діяв у спрощеному порядку, відкидаючи будь-яке почуття неупередженості чи нейтральності у справах, Урданета вважав за краще діяти на його користь, скільки обвинувачень було висунуто без доказів підсудним і просто винесено вироки (судів не було), за ті рішення, які приймалися навіть неповнолітні та люди, які не брали участі в тій події були засуджені до смертної кари, у тому числі адмірал Хосе Пруденсіо Паділья, який перебував у в'язниці, коли стався напад, і суд виправдав його. Через ці рішучості неприйняття Болівара та близьких військових лідерів зростало, що сприяло розпуску Великої Колумбії.